# トンマーゾ・フランチェスコ・ディ・サヴォイア
トンマーゾ・フランチェスコ・ディ・サヴォイア（Tommaso Francesco di Savoia, 1596年12月21日 - 1656年1月22日）は、初代カリニャーノ公（在位：1620年 - 1656年）。サヴォイア家の分枝であり、後にイタリア王家となるサヴォイア＝カリニャーノ家の祖。

## 生涯
サヴォイア公カルロ・エマヌエーレ1世と妃カテリーナ・ミカエーラとの息子で、サヴォイア公ヴィットーリオ・アメデーオ1世の弟である。1620年、父によりカリニャーノ公に叙された。
1625年4月14日、パリにてブルボン＝コンデ家のソワソン伯シャルル（コンデ公ルイ1世の息子）の娘マリーア・ディ・ボルボーネ（1606年3月3日 - 1692年6月3日）と結婚した。この結婚で以下の子をもうけた。
- クリスティーナ・カルロッタ（1626年）
- ルイーザ・クリスティーナ（1627年 - 1689年） - バーデン＝バーデン辺境伯世子フェルディナント・マクシミリアンと結婚
- エマヌエーレ・フィリベルト（1628年 - 1709年） - カリニャーノ公
- アメデオ（1629年）
- ジュゼッペ・エマヌエーレ（1631年 - 1656年）
- エウジェーニオ・マウリーツィオ（1635年 - 1673年） - ソワソン伯、オーストリアの将軍オイゲン公の父
- フェルディナンド（1637年）

1656年、トリノで死去。長男のエマヌエーレ・フィリベルトが後を継いだ。